# Gervoy Paredes
Gervoy Amador Paredes Rojas (Puerto Montt, 14 de agosto de 1961) es un político chileno. Se desempeñó como alcalde de Puerto Montt desde 2012 hasta su destitución en 2024 por el Tribunal Electoral de Los Lagos, por la denuncia de los cuatro concejales de la comuna.
Tras los 7 meses en prisión preventiva, se cambió a arresto domiciliario, situación penal que actualmente en lo que está cumpliendo, mientras es investigado por delitos de cohecho, fraude al fisco, lavado de activos y enriquecimiento ilícito por funcionario público.

## Carrera política
Era parte del Partido Socialista desde 1993 hasta 2024, debido a su destitución del cargo de alcalde por corrupción en Puerto Montt cuando este fue alcalde y el mismo partido lo suspenda su militancia, días después renunció a su partido. Pero fue expulsado del Partido Socialista por «notable abandono de deberes» y «graves infracciones al principio de probidad administrativa» a pesar de que Paredes ya había presentado su renuncia a su partido.
Comenzó su carrera política de la municipalidad en Puerto Montt en 2004, cuando fue elegido concejal con un 8,3% de los votos. Su popularidad creció y en 2008 logró la reelecion con un sólido 9,44% y más de cinco mil votos, ganaba presencia en el escenario local y su rol como concejal fue abriendo caminos, especialmente tras el anuncio de que el alcalde de Puerto Montt, Rabindranath Quinteros (2000-2012) no buscaría un tercer mandato en 2012. 
Gervoy Paredes, Jaime Brahm, Iván Vera, Raúl Oliva y Juan Sandoval Paredes expusieron sus propuestas en vivo en Televisión Nacional de Chile en el debate entre candidatos a alcalde de Puerto Montt para el periodo de 2012-2016, y su propuesta de Gervoy Paredes es "el termino del financiamiento compartido". 
Ganó en las elecciones municipales de Chile en 2012 en Puerto Montt, en dónde obtuvo 28.548 votos válidamente emitidos, en dónde empezó a ejercer como alcalde de Puerto Montt.

### Como alcalde de Puerto Montt
En julio de 2017, Gervoy Paredes hizo inspección a la cancha de Puerto Montt de "Los Viejos Crack", pues cuenta con una infraestructura de estándar FIFA y un pasto sintética de la cancha, se ubica en el Chinquihue. 
En octubre de 2017, Gervoy Paredes, va a proyectar el crecimiento del presupuesto de un 7% para 2018, pues expreso que estaría los $90 mil millones, incluidos, salud y educación. 
En agosto de 2022, Gervoy Paredes asegura que Puerto Montt contará con un cementerio de Mascotas, que se instalará en un terreno en el sector Lagunitas.
A finales de 2023, Gervoy Paredes le enviará un documento formal al presidente de Federación de Fútbol de Chile, Pablo Milad y al Ministerio de Deporte, Jaime Pizarro para que el Estadio Regional de Chinquihue, el estadio de Puerto Montt se postulará para ser sede o subsede del Copa Mundial de Fútbol Sub-20 de 2025 (que se realizará en Chile) finalmente un año después, Puerto Montt quedó fuera de las sedes del mundial sub-20 y las ciudades que albergaran los encuentros de ese mundial serían Talca, Santiago, Valparaíso, Viña del Mar y Rancagua.

## Controversias

### Durante el cargo de alcalde (2012-2024)
Tuvo controversias antes de la polémica de su destitución, durante su cargo de alcalde, el concejal de Puerto Montt, Pedro Sandoval, criticó a Paredes en 2016 que uno de los equipos electrógenos utilizado en las actividades publicitarias por parte de Paredes, haya sido guardado en la unidad de control de municipio.
Un año antes de su destitución, ya los concejales piden salida de Gervoy Paredes, por "abandono de deberes" en 2023 y se presentaron una declaración de cese de funciones ante el Tribunal Electoral detectar 15 irregulares en la gestión. 

### Después de la destitución
Sin embargo, en la investigación, hubo vinculación de dos sobrinos de Gervoy Paredes con una misma proveedora que se adjudicó más de 6.500 millones de contratos con el municipio, constituye el primer cargo que el Tribunal Regional Electoral lo consideró unanimidad para destituirlo. 
Gervoy Paredes, ya destituido, tuvo cita con adherentes y dice que todo es "fake news" refiriéndose a todas las acusaciones que hicieron los concejales, Fernando Binder (RN), Juan Cutiño (Ind), Emilio Garrido (DC) y Yerko Rodríguez (DC)
En febrero de 2025, ya en prisión preventiva hizo un escándalo e inicia una huelga de hambre líquida, exigiendo una "verdadera justicia". No obstante, Rodrigo Wainraihgt, el alcalde de Puerto Montt, se pronunció y reafirmó que "Nosotros como municipalidad, somos querellantes en esta causa porque entendemos que existen hechos que son constitutivos de delitos, además, se llevarán adelante auditorías solicitadas a la contraloría y también una auditoría externa, aprobada por el Consejo Municipal, para obtener más información sobre el uso de recursos municipales en los años anteriores y en la gestión actual", señaló. Después de 45 días, Gervoy Paredes puso fin de su huelga de hambre líquida.

## Investigación en su contra y detención
El 15 de octubre de 2024, a dos meses de su destitución, Esteban Oyarzo Navarro, hombre cercano a Gervoy Paredes, confesó en un audio filtrado públicamente, que en un viaje a la Región Metropolitana, relato los hechos en mayo de 2019, Gervoy Paredes le pasó una cadena de la farmacia con 12 millones de pesos en billetes, "bueno, tú verás cómo te lo llevas" le dijo Gervoy Paredes a Esteban Oyarzo Navarro y le explicó que se había juntado con un "chanta".
Esteban Oyarzo en ese entonces, lo descubrieron con elementos prohibidos, su nervio hizo que sacará el dinero de la mochila que lo había depositado, para meterse los billetes en las plantas de zapatos y adentro del bóxer. Gervoy Paredes tras esto, sentenció que "de una falsedad absoluta" acusando que son manotazos de abogado, que no guardan relación con la realidad y se quejo por "asesinato de su imagen" a través de la declaración formal ante el fiscal.
El Ministerio Público, dio cuenta de que después de la destitución de este, Paredes mantiene una investigación vigente por delitos enriquecimiento injustificado, fraude al fisco y lavado de dinero, la investigación que lleva adelante al fiscal Marco Muñoz Becker, un patrimonio no justificado que alcanzaria los $214.397.861 en un periodo de tiempo que abarca entre el 1 de enero de 2012 al 31 de diciembre de 2022, obtenidos durante su periodo de alcalde de Puerto Monttde lo cual, su cuenta bancaria de Gervoy Paredes, pasó a $3.000.000 a más de mil millones en 10 años. 
No obstante, fue detenido el día 22 de octubre de 2024 por acusaciones en contra de Gervoy Paredes por delitos de corrupción cuando fue alcalde de Puerto Montt en los años 2012-2024, Sin embargo, el abogado Andrés Firmani, después de la detención de Gervoy Paredes señalando que la medida fue "sorprendente" y "absolutamente innecesaria" y declaró que Paredes siempre ha sido disponible para colaborar con la justicia y ha comparecido en cada ocasión en que se le ha requerido.Al día siguiente fue formalizado junto con los dos imputados detenidos, Carlos Parrao y Carlos Soto que también fueron involucrados por corrupción en Puerto Montt, y dictaron prisión preventiva a Paredes por actos de corrupción en la municipalidad, el tribunal dio plazo de investigación a Gervoy Paredes de seis meses. Mientras que sus colaboradores, Carlos Parrao y Carlos Soto quedaron con la medida cautelar de arresto domiciliario. 
Semanas después de la detención, en noviembre de 2024, Tricel confirmó destitución y no podrá postularse a ninguno y no puede ejercer cargos públicos por 5 años.
El 19 de diciembre de 2024, el Consejo de Defensa del Estado de Chile, presentó una querella contra Gervoy Paredes y Albán Mancilla, detallando la malversación de $277 millones en fondos SEP en programas educativos, bajo la aprobación de Gervoy Paredes y Albán Mancilla, el exjefe de DAEM, además, se denunció un fraude adicional de $109 millones por contratos irregulares en un programa de asistencia escolar, junto con cohecho vinculados al pago de defensas legales.
Fidel Espinoza exigió cárcel a los involucrados de la corrupción en Puerto Montt, apuntando obviamente a Gervoy Paredes, afirmó que estos hechos "nos deben dar vergüenza" y declaró que "hoy día los hechos están demostrando la razón de que hubo malversación de recursos públicos, que hay delitos de todo tipo. Y ya están saliendo testimonios audios de como incluso trasladar el dinero de una ciudad a otra, al interior de calzoncillos, de boxes, de ropa, como verdaderos delincuentes de mafias, y eso yo lo encuentro inaceptable"
El exalcalde Gervoy Paredes será procesado y investigado por el Ministerio Público debido a la filtración de audios en la corrupción en Puerto Montt. Días después, fue detenido.

## Historial electoral

### Elecciones parlamentarias de 1997
- Elecciones parlamentarias de 1997 a Diputado por el distrito 57 (Calbuco, Cochamó, Maullín y Puerto Montt)[34]

| Candidato                   | Pacto                          | Partido | Votos  | %     | Resultado |
| --------------------------- | ------------------------------ | ------- | ------ | ----- | --------- |
| Carlos Kuschel Silva        | Unión por Chile                | RN      | 22 284 | 31,54 | Diputado  |
| Sergio Elgueta Barrientos   | Concertación por la Democracia | DC      | 19 404 | 27,46 | Diputado  |
| Gonzalo Pineda Bravo        | Concertación por la Democracia | PPD     | 16 262 | 23,01 |           |
| Raúl Correa Brahm           | Unión por Chile                | ILB     | 17 613 | 10,77 |           |
| Ana Isabel Brevis Velásquez | La Izquierda                   | PC      | 2597   | 3,68  |           |
| Arturo Castro Vidal         | Humanista                      | PH      | 1450   | 2,05  |           |
| Gervoy Paredes Rojas        | La Izquierda                   | ILD     | 1050   | 1,49  |           |

### Elecciones municipales de 2004
- Elecciones municipales de 2004 a Concejal por Puerto Montt.[35]

| Candidato                 | Pacto                          | Partido | Votos | %      | Resultado |
| ------------------------- | ------------------------------ | ------- | ----- | ------ | --------- |
| Claudio Martínez Labra    | Concertación por la Democracia | PDC     | 6.625 | 12,17% | Concejal  |
| Raúl Blanco Watson        | Concertación por la Democracia | PS      | 5.854 | 10,76% | Concejal  |
| José Segura Díaz          | Alianza                        | RN      | 4.816 | 8,85%  | Concejal  |
| Gervoy Paredes Rojas      | Concertación por la Democracia | PS      | 4.518 | 8,30%  | Concejal  |
| Marcos Velásquez Macias   | Alianza                        | UDI     | 4.500 | 8,27%  | Concejal  |
| Patricio Cantos Oyarzún   | Concertación por la Democracia | PPD     | 4.188 | 7,70%  | Concejal  |
| Sara Marchant San Martín  | Concertación por la Democracia | PPD     | 3.844 | 7,06%  |           |
| Jaime Brahm Barril        | Alianza                        | RN      | 3.778 | 6,94%  | Concejal  |
| Jorge Elgueta Catalán     | Concertación por la Democracia | PDC     | 2.684 | 4,93%  | Concejal  |
| Celia Brahm Navarrete     | Alianza                        | UDI     | 2.424 | 4,45%  |           |
| Isaac Mardones Riquelme   | Concertación por la Democracia | PRSD    | 2.309 | 4,24%  |           |
| Gastón Krauss Piera       | Concertación por la Democracia | PDC     | 1.560 | 2,87%  |           |
| Marta Dietz Arauz         | Juntos Podemos                 | ILA     | 1.489 | 2,74%  |           |
| René Rubilar Reyes        | Juntos Podemos                 | PC      | 1.211 | 2,23%  |           |
| Marcia Bittner Schafer    | Alianza                        | RN      | 989   | 1,82%  |           |
| Mauricio Aroca Molleda    | Alianza                        | RN      | 813   | 1,49%  |           |
| Marcelo Gallardo Vargas   | Alianza                        | UDI     | 810   | 1,49%  |           |
| Luis Felipe García Merino | Juntos Podemos                 | PH      | 649   | 1,19%  |           |
| Raúl Oyarzo Oyarzún       | Juntos Podemos                 | PC      | 393   | 0,72%  |           |
| Dagoberto Pool Vargas     | Alianza                        | UDI     | 381   | 0,70%  |           |
| César Gómez Mansilla      | Juntos Podemos                 | PC      | 378   | 0,69%  |           |
| Rodrigo Inostroza Fuentes | Juntos Podemos                 | ILA     | 207   | 0,38%  |           |

### Elecciones municipales de 2008
- Elecciones municipales de 2008 a Concejal por Puerto Montt.[36]

| Candidato                          | Pacto                    | Partido | Votos | %      | Resultado |
| ---------------------------------- | ------------------------ | ------- | ----- | ------ | --------- |
| Jaime Brahm Barril                 | Alianza                  | RN      | 7.650 | 13,69% | Concejal  |
| Gervoy Paredes Rojas               | Concertación Democrática | PS      | 5.274 | 9,44%  | Concejal  |
| Marcos Velásquez Macias            | Alianza                  | UDI     | 4.893 | 8,76%  | Concejal  |
| Eduardo Matamala Almonacid         | Concertación Democrática | PDC     | 4.135 | 7,40%  | Concejal  |
| Patricia Espinoza Sandoval         | Concertación Democrática | PS      | 3.548 | 6,35%  | Concejal  |
| Pedro Sandoval Sanhueza            | Concertación Democrática | PS      | 3.065 | 5,49%  | Concejal  |
| Pamela Soto Cárdenas               | Concertación Democrática | PS      | 2.714 | 4,86%  |           |
| Juan Luis Añazco Barrientos        | Concertación Democrática | PDC     | 2.709 | 4,85%  |           |
| Juan Cárdenas Velásquez            | Concertación Democrática | PDC     | 1.501 | 2,69%  |           |
| Leopoldo Pineda Herrera            | Concertación Progresista | PPD     | 1.493 | 2,67%  | Concejal  |
| Gustavo Flores Santibáñez          | Concertación Progresista | PRSD    | 1.352 | 2,42%  |           |
| Ricardo Cáceres Díaz               | Concertación Progresista | PPD     | 1.341 | 2,40%  |           |
| Alejandro Santibáñez Handschuh     | Concertación Democrática | PDC     | 1.254 | 2,24%  |           |
| Bernarda Gallardo Olivieri         | Por un Chile Limpio      | ILA     | 1.192 | 2,13%  |           |
| Juan Antonio Sandoval Paredes      | Por un Chile Limpio      | ILA     | 1.015 | 1,82%  |           |
| César Osvaldo Gómez Mansilla       | Juntos Podemos Más       | PC      | 1.006 | 1,80%  |           |
| Isaac Mardones Riquelme            | Concertación Progresista | PRSD    | 955   | 1,71%  |           |
| Fernando Daniel Rosas Paz          | Concertación Progresista | ILF     | 943   | 1,69%  |           |
| Héctor Javier Ojeda Mendoza        | Concertación Progresista | PRSD    | 910   | 1,63%  |           |
| Claudia Reyes Larenas              | Alianza                  | UDI     | 866   | 1,55%  |           |
| Hernán Navarro Alvarado            | Concertación Progresista | PPD     | 860   | 1,54%  |           |
| Luis Dagoberto Andrade Vera        | Alianza                  | RN      | 743   | 1,33%  | Concejal  |
| Cristian Mansilla Pino             | Alianza                  | UDI     | 735   | 1,32%  |           |
| José Aburto Ancapan                | Alianza                  | RN      | 698   | 1,25%  |           |
| José Carlos García Iturrieta       | Por un Chile Limpio      | ILA     | 648   | 1,16%  |           |
| René Fuchslocher Raddatz           | Alianza                  | UDI     | 639   | 1,14%  |           |
| Jorge Alejandro Casalla Jaramillo  | Por un Chile Limpio      | PRI     | 607   | 1,09%  |           |
| Gabriel Soto Oyarzun               | Alianza                  | RN      | 562   | 1,01%  |           |
| Adán Marileo Ruiz                  | Juntos Podemos Más       | ILD     | 477   | 0,85%  |           |
| Jorge Luis Carabante Lagos         | Juntos Podemos Más       | ILD     | 440   | 0,79%  |           |
| Marina Alvarado Almonacid          | Juntos Podemos Más       | ILD     | 373   | 0,67%  |           |
| Eugenio Sánchez Ayala              | Juntos Podemos Más       | PH      | 298   | 0,53%  |           |
| Octavio Andrés Moya Gutiérrez      | Por un Chile Limpio      | ILA     | 266   | 0,48%  |           |
| Alejandro Javier Almonacid Boggini | Juntos Podemos Más       | ILD     | 258   | 0,46%  |           |
| José Luis Torres Torres            | Juntos Podemos Más       | ILD     | 190   | 0,34%  |           |
| José Humberto Castro Méndez        | Juntos Podemos Más       | PH      | 137   | 0,25%  |           |
| Lindón Washington Millanao Ramírez | Por un Chile Limpio      | ILA     | 131   | 0,23%  |           |

### Elecciones municipales de 2012
- Elecciones municipales de 2012 a Alcalde por Puerto Montt.[37]

| Candidato               | Pacto                    | Partido | Votos  | %      | Resultado |
| ----------------------- | ------------------------ | ------- | ------ | ------ | --------- |
| Gervoy Paredes Rojas    | Concertación Democrática | PS      | 22.296 | 44,64% | Alcalde   |
| Jaime Brahm Barril      | Coalición                | RN      | 18.292 | 36,62% |           |
| Francisco Oliva Camadro | El Cambio por Ti         | PRO     | 5.323  | 10,66% |           |
| Iván Vera Mansilla      |                          | Ind.    | 2.950  | 5,91%  |           |
| Juan Sandoval Paredes   |                          | Ind.    | 1.084  | 2,17%  |           |

### Elecciones municipales de 2016
- Elecciones municipales de 2016 a Alcalde por Puerto Montt.[38]

| Candidato               | Pacto                        | Partido  | Votos  | %      | Resultado |
| ----------------------- | ---------------------------- | -------- | ------ | ------ | --------- |
| Gervoy Paredes Rojas    | Nueva Mayoría                | PS       | 22.742 | 54,51% | Alcalde   |
| José Segura Díaz        | Chile Vamos                  | RN       | 10.309 | 24,71% |           |
| Pedro Sandoval Sanhueza |                              | Ind.     | 4.726  | 11,33% |           |
| Sandra Vega Oyarzo      | Poder Ecologista y Ciudadano | Ind.     | 2.948  | 7,07%  |           |
| Juan Espina Avendaño    | Chile Quiere Amplitud        | Amplitud | 992    | 2,38%  |           |

### Elecciones municipales de 2021
- Elecciones municipales de 2021 a Alcalde por Puerto Montt.[39]

| Candidato                  | Pacto                 | Partido | Votos  | %      | Resultado |
| -------------------------- | --------------------- | ------- | ------ | ------ | --------- |
| Gervoy Paredes Rojas       | Unidad por el Apruebo | PS      | 36.640 | 52,26% | Alcalde   |
| Rodrigo Wainraihgt Galilea | Chile Vamos           | RN      | 33.473 | 47,74% |           |